# Irena Eichlerówna

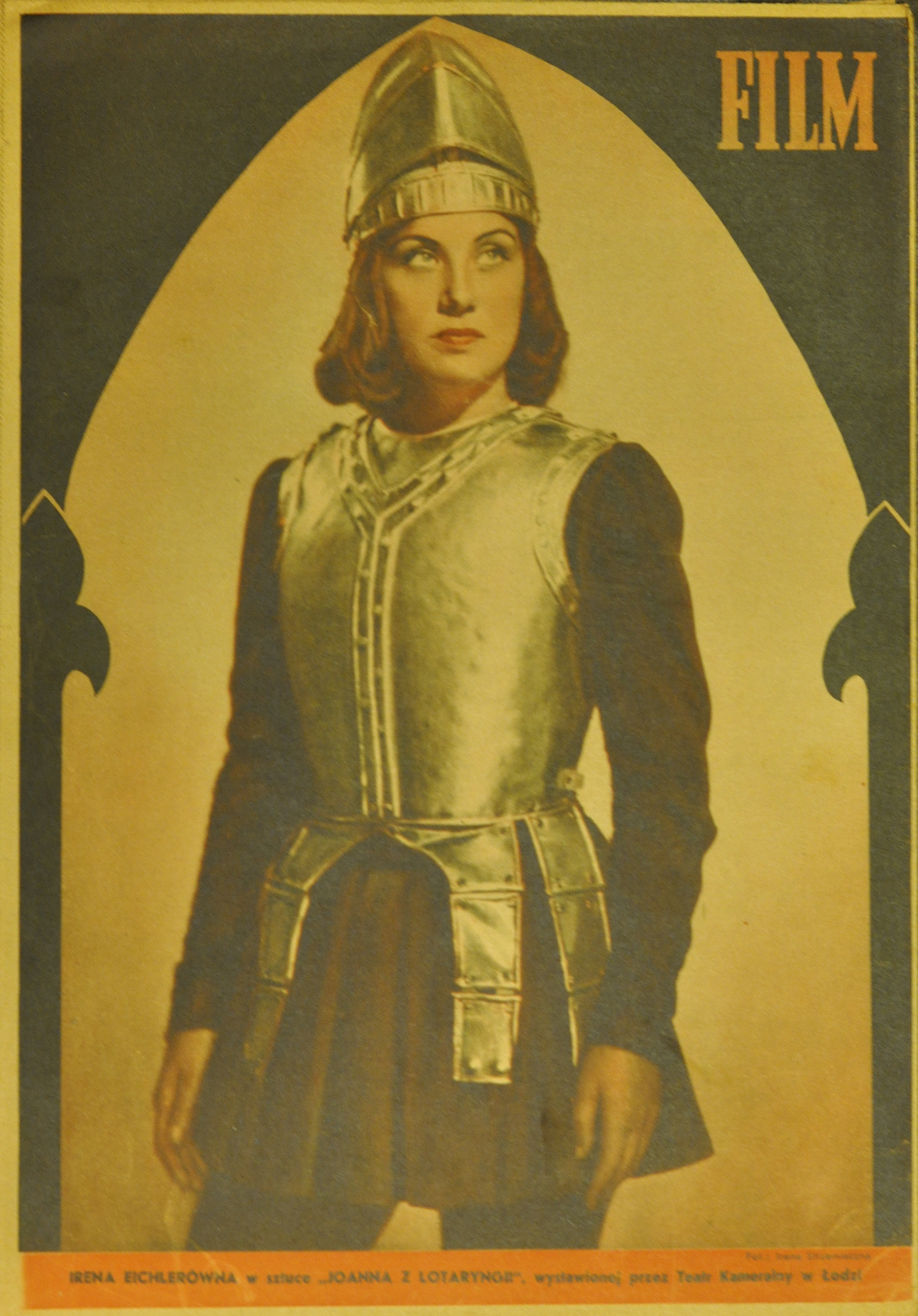
Irena Eichlerówna w roli Joanny z Lotaryngii na okładce czasopisma „Film” z 1948 roku

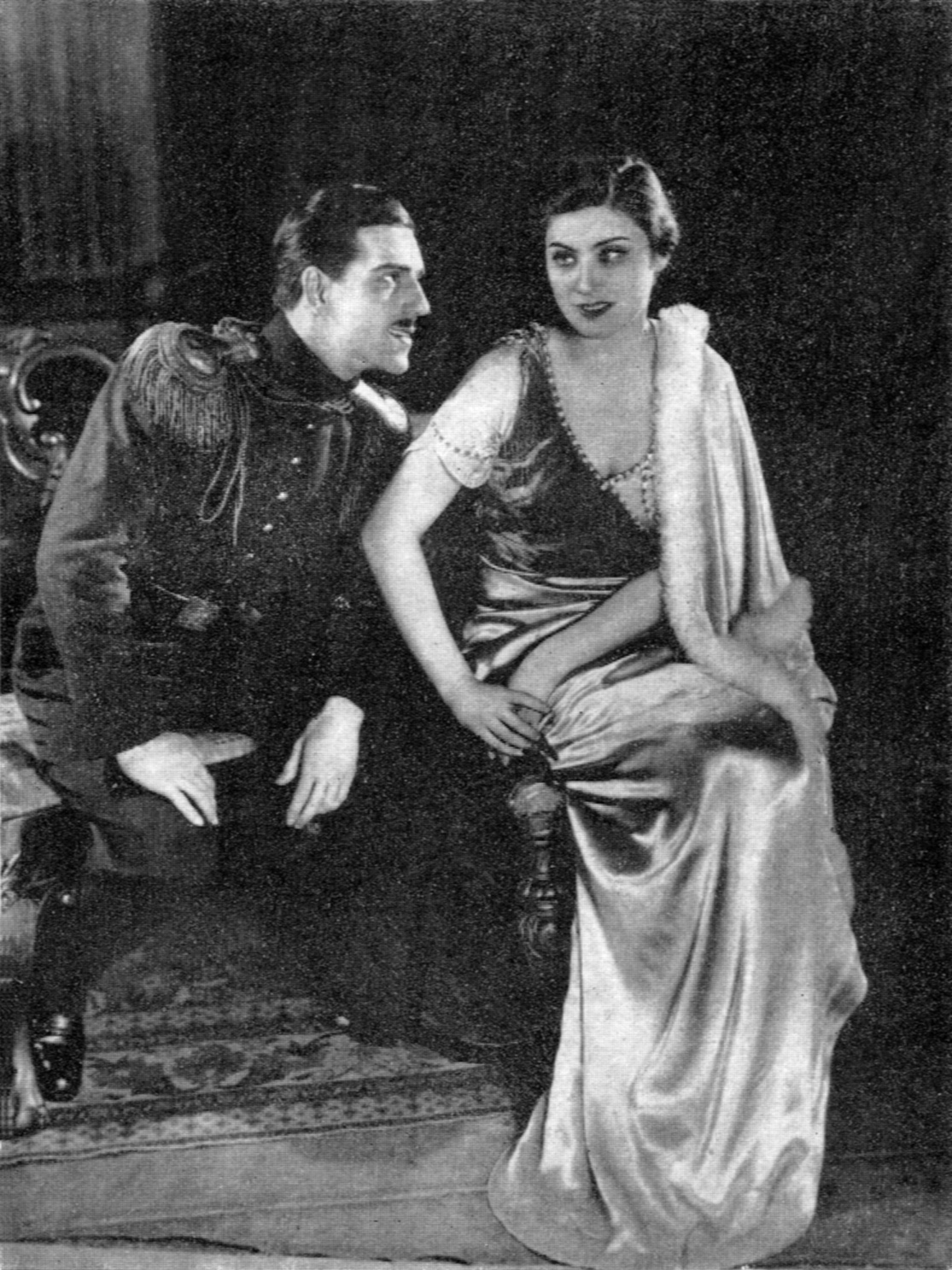
Z Mieczysławem Mileckim w sztuce „Fräulein Doktor”

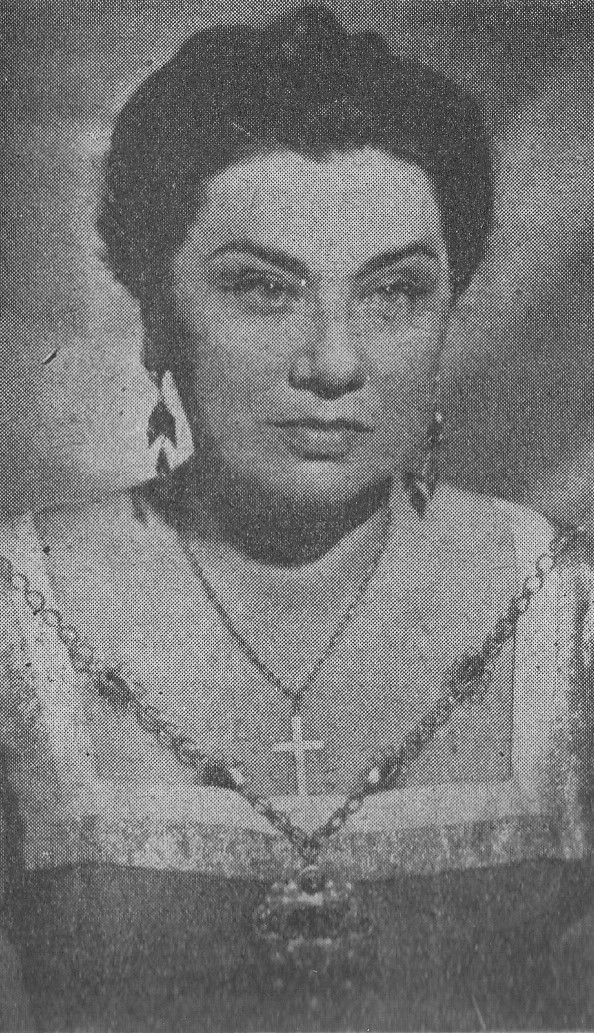
Irena Eichlerówna w latach 50.

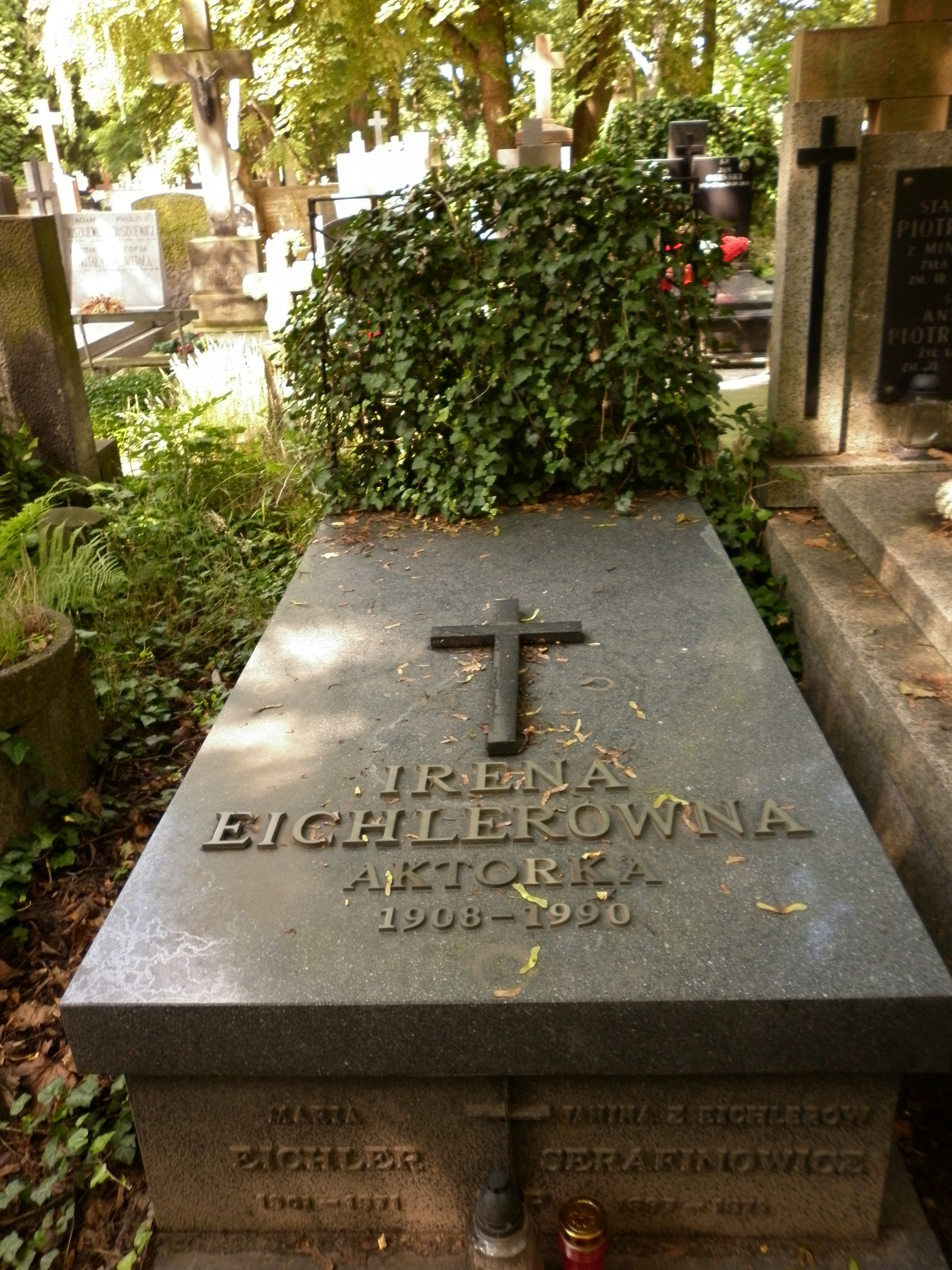
Grób Ireny Eichlerówny na cmentarzu Powązkowskim w Warszawie

Irena Eichlerówna (ur. 19 kwietnia 1908 w Warszawie, zm. 12 września 1990 tamże) – polska aktorka dramatyczna. Jedna z najwybitniejszych polskich aktorek. Porównywano ją do Eleonory Duse.

## Życiorys
Córka Witolda i Adolfy z Klimowiczów. Kształciła się w gimnazjum Janiny Tymińskiej, a następnie w gimnazjum im. Marii Konopnickiej. Jej związek z teatrem zaczął się w tych czasach udziałem w przedstawieniach szkolnych.
W 1926 roku rozpoczęła studia w Państwowej Szkole Dramatycznej przy warszawskim Konserwatorium Muzycznym, gdzie jej nauczycielami byli między innymi Aleksander Zelwerowicz, Wojciech Brydziński, Mariusz Maszyński. Po egzaminie kończącym studia w 1929 roku odrzuciła zaproszenie Arnolda Szyfmana do Teatru Polskiego i wyjechała z Zelwerowiczem do Wilna, gdzie przez dwa lata występowała w Teatrze na Pohulance. Stworzyła tam kreacje zauważone przez świat teatralny – oceniono je jako współczesne i wyraziste. O jednej z tych kreacji – tytułowej Turandot w sztuce Carla Gozziego – mówiono, że potrafiła połączyć w tej roli kobiecość i okrucieństwo.
Po rezygnacji Zelwerowicza z kierowania Teatrem na Pohulance również wyjechała z Wilna i na krótko podjęła angaż w Teatrze im. Juliusza Słowackiego w Krakowie. Następnie również na krótko podjęła współpracę z Teatrami Miejskimi we Lwowie, szeroko znanymi wówczas w Polsce, dzięki kierującemu nimi Wilamowi Horzycy. Jej role na tej scenie cieszyły się uznaniem publiczności i krytyki, a kreacja niemieckiego szpiega Anny Lesser w napisanej specjalnie dla niej przez lwowskiego spikera radiowego Jerzego Tepę sensacyjnej sztuce szpiegowskiej Fräulein Doktor (1933) („Faktomontaż prawdziwy w 6-ciu odsłonach z epilogiem”) wywołała aplauz widzów i recenzentów. Eichlerówna grała w niej sześć wcieleń Anny Lesser. Znaczącą rolą była postać Kleopatry w sztuce Cypriana Kamila Norwida w adaptacji Horzycy – dodatkowo było to pierwsze wprowadzenie Norwida na scenę. Te i inne role spowodowały, że uznano ją za aktorkę posiadającą wrodzone umiejętności do odgrywania scenicznych postaci tragicznych. Zwracano uwagę na dojrzałą technikę pozwalającą osiągnąć oryginalność i wyrazistość postaci oszczędnymi środkami wyrazu. W połączeniu ze starannym opracowaniem kolejnych kreacji pozwalało to na sugestywne i przekonujące prezentowanie złożonych wnętrz granych bohaterek. Prowadziło to w przypadku wielu ról do nadawania postaciom cech i niuansów szerszych i głębszych niż pierwowzór literacki.
Jednocześnie podkreślano posiadanie przez nią jeszcze jednego waloru – głosu o wielkiej skali, którym znakomicie i subtelnie potrafiła operować. Konrad Swinarski, jak podaje A.J. Dąbrowski, wymyślił na temat głosu Eichlerówny anegdotę, według której śpiewa ona nieustannie, nawet w bufecie, gdy zamawia herbatę, a gdy rozpoczęła się wojna i zawyły syreny, to wszystkim (słuchaczom radiowym) się zdawało, że to Eichlerówna śpiewa jeszcze.
Począwszy od 1934 roku uważana już za gwiazdę Eichlerówna związała się na stałe ze scenami warszawskimi – Teatrem Polskim, a potem Teatrem Narodowym. Gościnnie występowała we Lwowie i w Łodzi. Współpracowała z Leonem Schillerem i Erwinem Axerem w jego warsztacie dyplomowym (Panna Julia Augusta Strindberga).
Po wybuchu wojny ewakuowała się z Warszawy, i trafiła do Rumunii, a potem do Francji. Występowała tam dla żołnierzy i uchodźców polskich w przedstawieniach teatru zorganizowanego wspólnie z reżyserem Zbigniewem Ziembińskim. Po klęsce Francji w 1940 roku jako Stypińska wyjechała do Brazylii. Dostała tam angaż teatralny i radiowy. Pomimo sukcesu w 1945 roku w Teatrze Phoenix w Rio de Janeiro wkrótce po listownych namowach Arnolda Szyfmana zdecydowała o powrocie do Polski, co ostatecznie nastąpiło w 1948 roku.
Podjęła współpracę z teatrami warszawskimi, łódzkimi i poznańskimi oraz takimi dyrektorami i reżyserami jak Erwin Axer, Wilam Horzyca, Dobiesław Damięcki. Role jej cieszyły się zainteresowaniem publiczności, ale jednocześnie była angażowana bardzo rzadko. W rzeczywistości powojennej krytyka teatralna, często z pozycji socrealistycznych, dostrzegała u niej manieryczność i udziwniony sposób posługiwania się głosem. Wraz z odwołaniem prymatu socrealizmu, od 1955 roku występowała częściej, tworząc kolejne, według krytyki, wspaniałe kreacje.
Ostatni raz wystąpiła na deskach teatralnych w 1986 roku w roli Matyldy von Zahnd w Fizykach Friedricha Dürrenmatta.
Oprócz teatru miała w swoim dorobku trzy role filmowe, kilkanaście ról w Teatrze Telewizji oraz współpracę od 1930 roku z Polskim Radiem. Ta współpraca posłużyła Swinarskiemu do stworzenia wyżej przytoczonej anegdoty.
Jednym z wyznaczników jej filozofii zawodowej był pogląd, iż teatr jest grą, poprzez którą pokazuje się prawdę o życiu, a nie życie jako takie, i jest odrębnym rodzajem sztuki, rządzącym się własnymi prawami.
Uhonorowana nagrodami państwowymi (wszystkie z czasów PRL), m.in. Nagrodą Państwową II stopnia za działalność aktorską w minionym 10-leciu (1955), i nagrodą ministra kultury i sztuki I stopnia za wybitne osiągnięcia w dziedzinie aktorstwa,
Była żoną bogatego przemysłowca Bohdana Stypińskiego, którego poślubiła w latach 30. XX wieku. Związek ten zapewnił jej niezależność materialną.
Zmarła w Warszawie, pochowana na cmentarzu Powązkowskim (kwatera 69-1-26).

## Filmografia
- 1933 – Wyrok życia jako prokurator Krystyna
- 1936 – Róża jako Krystyna
- 1938 – Krwawa rosa jako pianistka
- 1948 – Powrót jako Elżbieta Gruszecka
- 1966 – Szyfry jako Zofia

## Spektakle Teatru Telewizji
- 1964 – Kochany kłamca jako Beatrice Stella Campbell
- 1967 – Król Edyp jako Jokasta
- 1967 – Wdowa po pułkowniku jako wdowa po pułkowniku
- 1968 – Korespondencja Chopina
- 1972 – Dwa teatry jako matka
- 1977 – Mindowe jako Rogneda
- 1978 – Filomena Marturano jako Filomena
- 1984 – Wspomnienie jako Sara Bernhardt

## Ordery i odznaczenia
- Krzyż Komandorski z Gwiazdą Orderu Odrodzenia Polski (1988)[10]
- Order Sztandaru Pracy I klasy (1959)[11]
- Krzyż Oficerski Orderu Odrodzenia Polski (22 lipca 1952)[12]
- Medal 10-lecia Polski Ludowej (19 stycznia 1955)[13]
- Odznaka tytułu honorowego „Zasłużony dla Kultury Narodowej” (1986)[14]

## Upamiętnienie
- Jej nazwisko widnieje na tablicy upamiętniającej artystów zasłużonych dla kultury polskiej, umieszczonej w 2020 roku na budynku przy ul. Odolańskiej 20 w Warszawie, w którym mieszkała[15].